# Liste des joueurs des Rockies du Colorado (LNH)
Cette liste contient tous les joueurs de hockey sur glace ayant joué au moins un match sous le maillot des Rockies du Colorado, franchise ayant évolué dans la Ligue nationale de hockey entre 1976 et 1982 inclusivement.
Créé à la suite du déménagement des Scouts de Kansas City, l'équipe dispute six saisons dans la LNH, seul le défenseur Mike Kitchen pris part à toutes les saisons de l'organisation, étant également celui ayant disputé le plus de rencontres avec 354. Au chapitre des points, Wilf Paiement avec 106, fut l'unique joueur à franchir le plateau des 100 buts avec les Rockies. Il fut également le seul à atteindre le plateau des 100 mentions d'assistance, en obtenant 148 et mena la franchise au niveau des points avec 254. De son côté, Rob Ramage vient en tête des joueurs les plus punis avec 529 minutes de punitions. L'équipe devient en 1982 les Devils du New Jersey.
Cette liste ne contient pas les joueurs ayant joué dans la franchise précédente, soit les Scouts de Kansas City ainsi que dans la suivante, les Devils du New Jersey.

## Explications des sigles et codes
Les joueurs sont classés par ordre alphabétique, la colonne « Saison » reprend les dates de la première et de la dernière saison jouées par le joueur avec les Rockies.
| Nat. | Nationalité                               |
| PJ   | parties jouées                            |
| CS   | Champion de la Coupe Stanley              |
| HHOF | Membre du Temple de la renommée du hockey |

| V | Victoires   | Bl  | Blanchissages           |
| D | Défaites    | MOY | Moyenne de buts alloués |
| N | Matchs nuls |     |                         |

| Pos | Position      | AD | Ailier droit | A   | Aide                 |
| D   | Défenseur     | C  | Centre       | P   | Points               |
| AG  | Ailier gauche | B  | But          | Pun | Minutes de pénalités |

## Gardiens de but
|  | Saison régulière | Séries éliminatoires |
|  | ---------------- | -------------------- |

| Nom                    | Nat                    | Saisons   | PJ  | V  | D  | N  | BL | MOY  | PJ | V | D | BL | MOY  | Remarques |
| ---------------------- | ---------------------- | --------- | --- | -- | -- | -- | -- | ---- | -- | - | - | -- | ---- | --------- |
| Åström, Hardy          | Drapeau de la Suède    | 1979-1981 | 79  | 15 | 42 | 12 | 0  |      |    |   |   |    |      |           |
| Favell, Douglas        | Drapeau du Canada      | 1976-1979 | 84  | 21 | 40 | 16 | 1  |      | 2  | 0 | 2 | 0  | 3,00 |           |
| Janaszak, Steve        | Drapeau des États-Unis | 1981-1982 | 2   | 0  | 1  | 0  | 0  |      |    |   |   |    |      |           |
| Kaarela, Jari          | Drapeau de la Finlande | 1980-1981 | 5   | 2  | 2  | 0  | 0  | 6,00 |    |   |   |    |      |           |
| LaFerrière, Richard    | Drapeau du Canada      | 1981-1982 | 1   | 0  | 0  | 0  | 0  | 3,00 |    |   |   |    |      |           |
| McKenzie, William      | Drapeau du Canada      | 1976-1980 | 43  | 12 | 20 | 6  | 1  |      |    |   |   |    |      |           |
| Myre, Phil             | Drapeau du Canada      | 1980-1982 | 34  | 5  | 23 | 3  | 0  |      |    |   |   |    |      |           |
| Oleschuk, William      | Drapeau du Canada      | 1977-1980 | 54  | 7  | 27 | 10 | 1  |      |    |   |   |    |      |           |
| Plasse, Michel         | Drapeau du Canada      | 1976-1980 | 126 | 24 | 73 | 22 | 0  |      |    |   |   |    |      |           |
| Resch, Glenn « Chico » | Drapeau du Canada      | 1980-1982 | 69  | 18 | 35 | 13 | 0  |      |    |   |   |    |      |           |
| Smith, Allan           | Drapeau du Canada      | 1980-1981 | 37  | 9  | 18 | 4  | 0  | 4,75 |    |   |   |    |      |           |

## Joueurs
- Haut – A
- B
- C
- D
- E
- F
- G
- H
- I
- J
- K
- L
- M
- N
- O
- P
- Q
- R
- S
- T
- U
- V
- W
- X
- Y
- Z

### A
|  | Saison régulière | Séries éliminatoires |  |  |
|  | ---------------- | -------------------- |  |  |

| Nom                       | Nat                    | Pos | Saisons   | PJ  | B  | A  | Pts | Pun | PJ | B | A | Pts | Pun | Remarques |
| ------------------------- | ---------------------- | --- | --------- | --- | -- | -- | --- | --- | -- | - | - | --- | --- | --------- |
| Ahern, Frederick Jr.      | Drapeau des États-Unis | AD  | 1977-1978 | 38  | 5  | 13 | 18  | 19  | 2  | 0 | 1 | 1   | 2   |           |
| Andruff, Ronald           | Drapeau du Canada      | C   | 1976-1979 | 147 | 19 | 36 | 55  | 52  | 2  | 0 | 0 | 0   | 0   |           |
| Arnason, Ernest « Chuck » | Drapeau du Canada      | AD  | 1976-1978 | 90  | 17 | 18 | 35  | 20  |    |   |   |     |     |           |
| Ashby, Donald             | Drapeau du Canada      | C   | 1978-1980 | 23  | 2  | 4  | 6   | 4   |    |   |   |     |     |           |
| Ashton, Brent             | Drapeau du Canada      | AG  | 1981-1982 | 80  | 24 | 36 | 60  | 26  |    |   |   |     |     |           |
| Attwell, Robert           | Drapeau des États-Unis | AD  | 1979-1981 | 22  | 1  | 5  | 6   | 0   |    |   |   |     |     |           |
| Auge, Les                 | Drapeau des États-Unis | D   | 1980-1981 | 6   | 0  | 3  | 3   | 4   |    |   |   |     |     |           |
| Awrey, Don                | Drapeau du Canada      | D   | 1978-1979 | 56  | 1  | 4  | 5   | 18  |    |   |   |     |     |           |

### B
|  | Saison régulière | Séries éliminatoires |  |  |
|  | ---------------- | -------------------- |  |  |

| Nom            | Nat                    | Pos | Saisons   | PJ  | B  | A  | Pts | Pun | PJ | B | A | Pts | Pun | Remarques |
| -------------- | ---------------------- | --- | --------- | --- | -- | -- | --- | --- | -- | - | - | --- | --- | --------- |
| Baker, Bill    | Drapeau des États-Unis | D   | 1980-1982 | 27  | 0  | 6  | 6   | 29  |    |   |   |     |     |           |
| Beck, Barry    | Drapeau du Canada      | D   | 1977-1980 | 148 | 37 | 71 | 108 | 188 | 2  | 0 | 1 | 1   | 0   |           |
| Berry, Doug    | Drapeau du Canada      | C   | 1979-1981 | 121 | 10 | 33 | 43  | 24  |    |   |   |     |     |           |
| Beverley, Nick | Drapeau du Canada      | D   | 1978-1980 | 98  | 2  | 13 | 15  | 16  |    |   |   |     |     |           |
| Boucha, Henry  | Drapeau des États-Unis | C   | 1976-1977 | 9   | 0  | 2  | 2   | 4   |    |   |   |     |     |           |
| Broten, Aaron  | Drapeau des États-Unis | C   | 1980-1982 | 60  | 15 | 24 | 39  | 6   |    |   |   |     |     |           |

### C
|  | Saison régulière | Séries éliminatoires |  |  |
|  | ---------------- | -------------------- |  |  |

| Nom                | Nat                    | Pos | Saisons   | PJ  | B  | A  | Pts | Pun | PJ | B | A | Pts | Pun | Remarques |
| ------------------ | ---------------------- | --- | --------- | --- | -- | -- | --- | --- | -- | - | - | --- | --- | --------- |
| Cairns, Don        | Drapeau du Canada      | AG  | 1976-1977 | 9   | 0  | 1  | 1   | 2   |    |   |   |     |     |           |
| Cameron, Dave      | Drapeau du Canada      | C   | 1981-1982 | 66  | 11 | 12 | 23  | 103 |    |   |   |     |     |           |
| Campbell, Colin    | Drapeau du Canada      | D   | 1976-1977 | 54  | 3  | 8  | 11  | 67  |    |   |   |     |     |           |
| Chernomaz, Richard | Drapeau du Canada      | AD  | 1981-1982 | 2   | 0  | 0  | 0   | 0   |    |   |   |     |     |           |
| Christie, Michael  | Drapeau des États-Unis | D   | 1977-1981 | 178 | 4  | 35 | 39  | 194 | 2  | 0 | 0 | 0   | 0   |           |
| Cirella, Joe       | Drapeau du Canada      | D   | 1981-1982 | 65  | 7  | 12 | 19  | 52  |    |   |   |     |     |           |
| Comeau, Reynald    | Drapeau du Canada      | C   | 1978-1980 | 92  | 10 | 15 | 25  | 22  |    |   |   |     |     |           |
| Contini, Joseph    | Drapeau du Canada      | C   | 1977-1979 | 67  | 17 | 21 | 38  | 34  | 2  | 0 | 0 | 0   | 0   |           |
| Cooper, Ed         | Drapeau du Canada      | AG  | 1980-1982 | 49  | 8  | 7  | 15  | 46  |    |   |   |     |     |           |
| Crawford, Robert   | Drapeau des États-Unis | AD  | 1980-1981 | 15  | 1  | 3  | 4   | 6   |    |   |   |     |     |           |
| Croteau, Gary      | Drapeau du Canada      | AD  | 1976-1980 | 234 | 65 | 71 | 136 | 60  |    |   |   |     |     |           |

### D
|  | Saison régulière | Séries éliminatoires |  |  |
|  | ---------------- | -------------------- |  |  |

| Nom             | Nat               | Pos | Saisons   | PJ  | B  | A  | Pts | Pun | PJ | B | A | Pts | Pun | Remarques |
| --------------- | ----------------- | --- | --------- | --- | -- | -- | --- | --- | -- | - | - | --- | --- | --------- |
| Dean, Barry     | Drapeau du Canada | AG  | 1976-1977 | 79  | 14 | 25 | 39  | 92  |    |   |   |     |     |           |
| DeBlois, Lucien | Drapeau du Canada | C   | 1979-1981 | 144 | 50 | 35 | 85  | 114 |    |   |   |     |     |           |
| Delorme, Ron    | Drapeau du Canada | C   | 1976-1981 | 314 | 66 | 63 | 129 | 284 | 2  | 0 | 0 | 0   | 10  |           |
| Delparte, Guy   | Drapeau du Canada | AD  | 1976-1977 | 48  | 1  | 8  | 9   | 18  |    |   |   |     |     |           |
| Dillon, Gary    | Drapeau du Canada | C   | 1980-1981 | 13  | 1  | 1  | 2   | 29  |    |   |   |     |     |           |
| Dobson, James   | Drapeau du Canada | AD  | 1981-1982 | 3   | 0  | 0  | 0   | 2   |    |   |   |     |     |           |
| Dupéré, Denis   | Drapeau du Canada | AG  | 1976-1978 | 111 | 22 | 26 | 48  | 8   | 2  | 0 | 1 | 1   | 0   |           |
| Durbano, Steve  | Drapeau du Canada | D   | 1976-1977 | 19  | 0  | 2  | 2   | 129 |    |   |   |     |     |           |
| Dwyer, Michael  | Drapeau du Canada | AG  | 1978-1980 | 22  | 2  | 3  | 5   | 21  |    |   |   |     |     |           |

### E
|  | Saison régulière | Séries éliminatoires |  |  |
|  | ---------------- | -------------------- |  |  |

| Nom          | Nat               | Pos | Saisons   | PJ  | B  | A  | Pts | Pun | PJ | B | A | Pts | Pun | Remarques |
| ------------ | ----------------- | --- | --------- | --- | -- | -- | --- | --- | -- | - | - | --- | --- | --------- |
| Edur, Thomas | Drapeau du Canada | D   | 1976-1978 | 100 | 12 | 32 | 44  | 49  |    |   |   |     |     |           |

### F
|  | Saison régulière | Séries éliminatoires |  |  |
|  | ---------------- | -------------------- |  |  |

| Nom            | Nat               | Pos | Saisons   | PJ | B  | A  | Pts | Pun | PJ | B | A | Pts | Pun | Remarques |
| -------------- | ----------------- | --- | --------- | -- | -- | -- | --- | --- | -- | - | - | --- | --- | --------- |
| Flesch, John   | Drapeau du Canada | AD  | 1979-1980 | 5  | 0  | 1  | 1   | 4   |    |   |   |     |     |           |
| Foster, Dwight | Drapeau du Canada | AD  | 1981-1982 | 70 | 12 | 19 | 31  | 41  |    |   |   |     |     |           |

### G
|  | Saison régulière | Séries éliminatoires |  |  |
|  | ---------------- | -------------------- |  |  |

| Nom                | Nat                 | Pos | Saisons   | PJ  | B  | A  | Pts | Pun | PJ | B | A | Pts | Pun | Remarques |
| ------------------ | ------------------- | --- | --------- | --- | -- | -- | --- | --- | -- | - | - | --- | --- | --------- |
| Gagné, Paul        | Drapeau du Canada   | AG  | 1980-1982 | 120 | 35 | 29 | 64  | 29  |    |   |   |     |     |           |
| Gardner, Paul      | Drapeau du Canada   | C   | 1976-1979 | 170 | 83 | 77 | 160 | 86  |    |   |   |     |     |           |
| Giallonardo, Mario | Drapeau du Canada   | D   | 1979-1981 | 23  | 0  | 3  | 3   | 6   |    |   |   |     |     |           |
| Gillis, Michael    | Drapeau du Canada   | AG  | 1978-1981 | 121 | 16 | 19 | 35  | 82  |    |   |   |     |     |           |
| Gruen, Danny       | Drapeau du Canada   | AG  | 1976-1977 | 29  | 8  | 10 | 18  | 12  |    |   |   |     |     |           |
| Gustavsson, Peter  | Drapeau de la Suède | AG  | 1981-1982 | 2   | 0  | 0  | 0   | 0   |    |   |   |     |     |           |

### H
|  | Saison régulière | Séries éliminatoires |  |  |
|  | ---------------- | -------------------- |  |  |

| Nom              | Nat                    | Pos | Saisons   | PJ  | B  | A  | Pts | Pun | PJ | B | A | Pts | Pun | Remarques |
| ---------------- | ---------------------- | --- | --------- | --- | -- | -- | --- | --- | -- | - | - | --- | --- | --------- |
| Harper, Terrance | Drapeau du Canada      | D   | 1980-1981 | 15  | 0  | 2  | 2   | 8   |    |   |   |     |     |           |
| Hickey, Pat      | Drapeau du Canada      | AG  | 1979-1980 | 24  | 7  | 9  | 16  | 10  |    |   |   |     |     |           |
| Hudson, Dave     | Drapeau du Canada      | C   | 1976-1978 | 133 | 25 | 43 | 68  | 26  | 2  | 1 | 1 | 2   | 0   |           |
| Hughes, Jack     | Drapeau des États-Unis | D   | 1980-1982 | 46  | 2  | 5  | 7   | 104 |    |   |   |     |     |           |

### J
|  | Saison régulière | Séries éliminatoires |  |  |
|  | ---------------- | -------------------- |  |  |

| Nom              | Nat               | Pos | Saisons   | PJ  | B | A  | Pts | Pun | PJ | B | A | Pts | Pun | Remarques |
| ---------------- | ----------------- | --- | --------- | --- | - | -- | --- | --- | -- | - | - | --- | --- | --------- |
| Jodzio, Richard  | Drapeau du Canada | AD  | 1977-1978 | 32  | 0 | 5  | 5   | 28  |    |   |   |     |     |           |
| Johansen, Trevor | Drapeau du Canada | D   | 1978-1981 | 108 | 4 | 18 | 22  | 79  |    |   |   |     |     |           |
| Johnston, Larry  | Drapeau du Canada | D   | 1976-1977 | 25  | 0 | 3  | 3   | 35  |    |   |   |     |     |           |

### K
|  | Saison régulière | Séries éliminatoires |  |  |
|  | ---------------- | -------------------- |  |  |

| Nom                | Nat                    | Pos | Saisons   | PJ  | B  | A  | Pts | Pun | PJ | B | A | Pts | Pun | Remarques |
| ------------------ | ---------------------- | --- | --------- | --- | -- | -- | --- | --- | -- | - | - | --- | --- | --------- |
| Kellgren, Christer | Drapeau de la Suède    | AG  | 1981-1982 | 5   | 0  | 0  | 0   | 0   |    |   |   |     |     |           |
| Ketola, Veli-Pekka | Drapeau de la Finlande | C   | 1981-1982 | 44  | 9  | 5  | 14  | 4   |    |   |   |     |     |           |
| Kitchen, Michael   | Drapeau du Canada      | D   | 1976-1982 | 354 | 7  | 50 | 57  | 294 | 2  | 0 | 0 | 0   | 2   |           |
| Klassen, Ralph     | Drapeau du Canada      | C   | 1977-1979 | 108 | 12 | 22 | 34  | 20  | 2  | 0 | 0 | 0   | 0   |           |
| Krook, Kevin       | Drapeau du Canada      | D   | 1978-1979 | 3   | 0  | 0  | 0   | 2   |    |   |   |     |     |           |

### L
|  | Saison régulière | Séries éliminatoires |  |  |
|  | ---------------- | -------------------- |  |  |

| Nom              | Nat                    | Pos | Saisons   | PJ  | B  | A  | Pts | Pun | PJ | B | A | Pts | Pun | Remarques |
| ---------------- | ---------------------- | --- | --------- | --- | -- | -- | --- | --- | -- | - | - | --- | --- | --------- |
| Lachance, Michel | Drapeau du Canada      | D   | 1978-1979 | 21  | 0  | 4  | 4   | 22  |    |   |   |     |     |           |
| Larmer, Jeff     | Drapeau du Canada      | AG  | 1981-1982 | 8   | 1  | 1  | 2   | 8   |    |   |   |     |     |           |
| Lefley, Bryan    | Drapeau du Canada      | D   | 1976-1978 | 129 | 4  | 19 | 23  | 39  | 2  | 0 | 0 | 0   | 0   |           |
| Lemelin, Roger   | Drapeau du Canada      | D   | 1976-1978 | 17  | 1  | 1  | 2   | 21  |    |   |   |     |     |           |
| Lever, Donald    | Drapeau du Canada      | C   | 1981-1982 | 59  | 22 | 28 | 50  | 20  |    |   |   |     |     |           |
| Levo, Tapio      | Drapeau de la Finlande | D   | 1981-1982 | 34  | 9  | 13 | 22  | 14  |    |   |   |     |     |           |
| Lochead, Bill    | Drapeau du Canada      | AG  | 1978-1979 | 27  | 4  | 2  | 6   | 14  |    |   |   |     |     |           |
| Lorimer, Robert  | Drapeau du Canada      | D   | 1981-1982 | 79  | 5  | 15 | 20  | 68  |    |   |   |     |     |           |

### M
|  | Saison régulière | Séries éliminatoires |  |  |
|  | ---------------- | -------------------- |  |  |

| Nom                | Nat                    | Pos | Saisons   | PJ  | B  | A  | Pts | Pun | PJ | B | A | Pts | Pun | Remarques |
| ------------------ | ---------------------- | --- | --------- | --- | -- | -- | --- | --- | -- | - | - | --- | --- | --------- |
| MacMillan, Bob     | Drapeau du Canada      | AD  | 1981-1982 | 57  | 18 | 32 | 50  | 27  |    |   |   |     |     |           |
| Malinowski, Merlin | Drapeau du Canada      | C   | 1978-1982 | 202 | 46 | 86 | 132 | 105 |    |   |   |     |     |           |
| Maxwell, Kevin     | Drapeau du Canada      | C   | 1981-1982 | 34  | 5  | 5  | 10  | 44  |    |   |   |     |     |           |
| McCahill, John     | Drapeau du Canada      | D   | 1977-1978 | 1   | 0  | 0  | 0   | 0   |    |   |   |     |     |           |
| McDonald, Lanny    | Drapeau du Canada      | AD  | 1979-1982 | 142 | 66 | 75 | 141 | 119 |    |   |   |     |     |           |
| McElmury, Jim      | Drapeau des États-Unis | D   | 1976-1978 | 57  | 7  | 23 | 30  | 16  |    |   |   |     |     |           |
| McEwen, Mike       | Drapeau du Canada      | D   | 1979-1981 | 132 | 22 | 75 | 97  | 117 |    |   |   |     |     |           |
| McKechnie, Walter  | Drapeau du Canada      | C   | 1979-1981 | 70  | 15 | 27 | 42  | 20  |    |   |   |     |     |           |
| Messier, Paul      | Drapeau du Royaume-Uni | C   | 1978-1979 | 9   | 0  | 0  | 0   | 4   |    |   |   |     |     |           |
| Micheletti, Joseph | Drapeau des États-Unis | D   | 1981-1982 | 21  | 2  | 6  | 8   | 4   |    |   |   |     |     |           |
| Miller, Paul (en)  | Drapeau des États-Unis | C   | 1981-1982 | 3   | 0  | 3  | 3   | 0   |    |   |   |     |     |           |
| Miller, Robert     | Drapeau des États-Unis | C   | 1980-1982 | 78  | 16 | 21 | 37  | 42  |    |   |   |     |     |           |
| Morrison, Kevin    | Drapeau du Canada      | D   | 1979-1980 | 41  | 4  | 11 | 15  | 23  |    |   |   |     |     |           |

### N
|  | Saison régulière | Séries éliminatoires |  |  |
|  | ---------------- | -------------------- |  |  |

| Nom              | Nat                    | Pos | Saisons   | PJ | B  | A  | Pts | Pun | PJ | B | A | Pts | Pun | Remarques |
| ---------------- | ---------------------- | --- | --------- | -- | -- | -- | --- | --- | -- | - | - | --- | --- | --------- |
| Neely, Robert    | Drapeau du Canada      | AD  | 1977-1978 | 22 | 3  | 6  | 9   | 2   |    |   |   |     |     |           |
| Nicolson, Graeme | Drapeau du Canada      | D   | 1981-1982 | 41 | 2  | 7  | 9   | 51  |    |   |   |     |     |           |
| Nistico, Lou     | Drapeau du Canada      | C   | 1977-1978 | 3  | 0  | 0  | 0   | 0   |    |   |   |     |     |           |
| Nolet, Simon     | Drapeau du Canada      | AD  | 1976-1977 | 52 | 12 | 19 | 31  | 10  |    |   |   |     |     |           |
| Norwich, Craig   | Drapeau des États-Unis | D   | 1980-1981 | 11 | 3  | 11 | 14  | 10  |    |   |   |     |     |           |

### O
|  | Saison régulière | Séries éliminatoires |  |  |
|  | ---------------- | -------------------- |  |  |

| Nom             | Nat               | Pos | Saisons   | PJ  | B  | A  | Pts | Pun | PJ | B | A | Pts | Pun | Remarques |
| --------------- | ----------------- | --- | --------- | --- | -- | -- | --- | --- | -- | - | - | --- | --- | --------- |
| O'Brien, Dennis | Drapeau du Canada | D   | 1977-1978 | 16  | 0  | 2  | 2   | 12  |    |   |   |     |     |           |
| Owchar, Dennis  | Drapeau du Canada | D   | 1977-1980 | 120 | 12 | 36 | 48  | 54  | 2  | 1 | 0 | 1   | 2   |           |

### P
|  | Saison régulière | Séries éliminatoires |  |  |
|  | ---------------- | -------------------- |  |  |

| Nom               | Nat                    | Pos | Saisons   | PJ  | B   | A   | Pts | Pun | PJ | B | A | Pts | Pun | Remarques |
| ----------------- | ---------------------- | --- | --------- | --- | --- | --- | --- | --- | -- | - | - | --- | --- | --------- |
| Pachal, Clayton   | Drapeau du Canada      | AD  | 1978-1979 | 24  | 2   | 3   | 5   | 69  |    |   |   |     |     |           |
| Paiement, Wilfrid | Drapeau du Canada      | AD  | 1976-1980 | 257 | 106 | 148 | 254 | 336 | 2  | 0 | 0 | 0   | 7   |           |
| Peters, Steve     | Drapeau du Canada      | C   | 1979-1980 | 2   | 0   | 1   | 1   | 0   |    |   |   |     |     |           |
| Pierce, Randy     | Drapeau du Canada      | AD  | 1977-1982 | 240 | 53  | 71  | 124 | 206 | 2  | 0 | 0 | 0   | 0   |           |
| Porvari, Jukka    | Drapeau de la Finlande | AD  | 1981-1982 | 31  | 2   | 6   | 8   | 0   |    |   |   |     |     |           |
| Pratt, Tracy      | Drapeau des États-Unis | D   | 1976-1977 | 66  | 1   | 10  | 11  | 110 |    |   |   |     |     |           |
| Pyatt, Nelson     | Drapeau du Canada      | C   | 1976-1980 | 189 | 39  | 36  | 75  | 32  |    |   |   |     |     |           |

### Q
|  | Saison régulière | Séries éliminatoires |  |  |
|  | ---------------- | -------------------- |  |  |

| Nom               | Nat               | Pos | Saisons   | PJ  | B  | A  | Pts | Pun | PJ | B | A | Pts | Pun | Remarques |
| ----------------- | ----------------- | --- | --------- | --- | -- | -- | --- | --- | -- | - | - | --- | --- | --------- |
| Quenneville, Joel | Drapeau du Canada | D   | 1979-1982 | 170 | 20 | 41 | 61  | 167 |    |   |   |     |     |           |

### R
|  | Saison régulière | Séries éliminatoires |  |  |
|  | ---------------- | -------------------- |  |  |

| Nom           | Nat               | Pos | Saisons   | PJ  | B  | A  | Pts | Pun | PJ | B | A | Pts | Pun | Remarques |
| ------------- | ----------------- | --- | --------- | --- | -- | -- | --- | --- | -- | - | - | --- | --- | --------- |
| Ramage, Rob   | Drapeau du Canada | D   | 1979-1982 | 234 | 41 | 91 | 132 | 529 |    |   |   |     |     |           |
| Robert, René  | Drapeau du Canada | AD  | 1979-1981 | 97  | 36 | 46 | 82  | 109 |    |   |   |     |     |           |
| Roberto, Phil | Drapeau du Canada | AD  | 1976-1977 | 22  | 1  | 5  | 6   | 23  |    |   |   |     |     |           |
| Rota, Randy   | Drapeau du Canada | C   | 1976-1977 | 1   | 0  | 0  | 0   | 0   |    |   |   |     |     |           |

### S
|  | Saison régulière | Séries éliminatoires |  |  |
|  | ---------------- | -------------------- |  |  |

| Nom              | Nat                    | Pos | Saisons   | PJ  | B  | A  | Pts | Pun | PJ | B | A | Pts | Pun | Remarques |
| ---------------- | ---------------------- | --- | --------- | --- | -- | -- | --- | --- | -- | - | - | --- | --- | --------- |
| Saleski, Donald  | Drapeau du Canada      | AD  | 1978-1980 | 67  | 10 | 8  | 18  | 27  |    |   |   |     |     |           |
| Schmautz, Robert | Drapeau du Canada      | AD  | 1979-1980 | 20  | 9  | 4  | 13  | 53  |    |   |   |     |     |           |
| Shanahan, Sean   | Drapeau du Canada      | C   | 1976-1977 | 30  | 1  | 3  | 4   | 40  |    |   |   |     |     |           |
| Sheehan, Bobby   | Drapeau des États-Unis | C   | 1979-1981 | 71  | 4  | 7  | 11  | 12  |    |   |   |     |     |           |
| Skinner, Larry   | Drapeau du Canada      | C   | 1976-1980 | 47  | 10 | 12 | 22  | 8   | 2  | 0 | 0 | 0   | 0   |           |
| Smith, Barry     | Drapeau du Canada      | C   | 1979-1981 | 95  | 6  | 7  | 13  | 8   |    |   |   |     |     |           |
| Spruce, Andrew   | Drapeau du Canada      | AG  | 1977-1979 | 121 | 22 | 36 | 58  | 74  | 2  | 0 | 2 | 2   | 0   |           |
| Sturgeon, Peter  | Drapeau du Canada      | AG  | 1979-1981 | 6   | 0  | 1  | 1   | 2   |    |   |   |     |     |           |
| Suzor, Mark      | Drapeau du Canada      | D   | 1977-1978 | 60  | 4  | 15 | 19  | 56  |    |   |   |     |     |           |

### T
|  | Saison régulière | Séries éliminatoires |  |  |
|  | ---------------- | -------------------- |  |  |

| Nom               | Nat                    | Pos | Saisons   | PJ | B  | A  | Pts | Pun | PJ | B | A | Pts | Pun | Remarques |
| ----------------- | ---------------------- | --- | --------- | -- | -- | -- | --- | --- | -- | - | - | --- | --- | --------- |
| Tambellini, Steve | Drapeau du Canada      | C   | 1980-1982 | 92 | 35 | 42 | 77  | 16  |    |   |   |     |     |           |
| Turner, Dean      | Drapeau des États-Unis | D   | 1979-1981 | 31 | 1  | 0  | 1   | 55  |    |   |   |     |     |           |

### V
|  | Saison régulière | Séries éliminatoires |  |  |
|  | ---------------- | -------------------- |  |  |

| Nom               | Nat               | Pos | Saisons   | PJ  | B  | A  | Pts | Pun | PJ | B | A | Pts | Pun | Remarques |
| ----------------- | ----------------- | --- | --------- | --- | -- | -- | --- | --- | -- | - | - | --- | --- | --------- |
| Valiquette, John  | Drapeau du Canada | C   | 1978-1981 | 178 | 51 | 68 | 119 | 27  |    |   |   |     |     |           |
| Van Boxmeer, John | Drapeau du Canada | D   | 1976-1979 | 197 | 23 | 87 | 110 | 165 | 2  | 0 | 1 | 1   | 2   |           |
| Vautour, Yvon     | Drapeau du Canada | AD  | 1980-1982 | 88  | 16 | 21 | 37  | 161 |    |   |   |     |     |           |

### W
|  | Saison régulière | Séries éliminatoires |  |  |
|  | ---------------- | -------------------- |  |  |

| Nom           | Nat               | Pos | Saisons   | PJ | B | A | Pts | Pun | PJ | B | A | Pts | Pun | Remarques |
| ------------- | ----------------- | --- | --------- | -- | - | - | --- | --- | -- | - | - | --- | --- | --------- |
| Ward, Joseph  | Drapeau du Canada | C   | 1980-1981 | 4  | 0 | 0 | 0   | 2   |    |   |   |     |     |           |
| Watson, David | Drapeau du Canada | AG  | 1979-1981 | 18 | 0 | 1 | 1   | 10  |    |   |   |     |     |           |
| Watson, Joe   | Drapeau du Canada | D   | 1978-1979 | 16 | 0 | 2 | 2   | 12  |    |   |   |     |     |           |
| Weir, Stanley | Drapeau du Canada | C   | 1981-1982 | 10 | 2 | 3 | 5   | 10  |    |   |   |     |     |           |
| Wensink, John | Drapeau du Canada | AG  | 1981-1982 | 57 | 5 | 3 | 8   | 152 |    |   |   |     |     |           |

### Z
- Haut – A
- B
- C
- D
- E
- F
- G
- H
- I
- J
- K
- L
- M
- N
- O
- P
- Q
- R
- S
- T
- U
- V
- W
- X
- Y
- Z